# Mengele Agrartechnik
La Mengele Agrartechnik fu un'azienda di macchine agricole fondata nel 1871 a Günzburg, in Germania.

## Storia

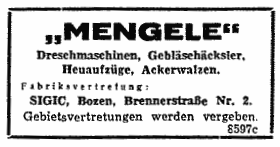
Annuncio pubblicitario della filiale tirolese di Bolzano del 1952

Nel 1871 Andreas Eisenlauer creò un'officina per macchine agricole. Nel 1907 Karl Mengele la acquistò; egli era il padre del futuro medico e ufficiale tedesco Josef Mengele. Con il passare degli anni, l'azienda iniziò la produzione di macchinari agricoli, oltre a occuparsi di riparazioni. Durante gli anni '30 il prodotto di punta fu una trebbiatrice. L'11 ottobre 1932 l'azienda Mengele mise a disposizione di Adolf Hitler il proprio sito per la campagna elettorale.
Dopo la seconda guerra mondiale l'azienda crebbe ulteriormente e, nel 1949, i figli Karl Mengele jun. e Alois Mengele ne assunsero la direzione. Venne anche creata una filiale in Südtirol. La società raggiunse i 2.000 dipendenti. Nel 1958 venne commercializzato uno spandiletame: fino al 1963 ne furono prodotti circa 50.000. In quegli stessi anni si aggiunse alla produzione un autocaricante. Dopo la morte del padre, nel 1959, Alois Mengele diresse la società. Alla morte di Alois, nel 1974, il figlio Dieter Mengele e il nipote Karl-Heinz Mengele proseguirono l'attività di famiglia.
Nel 1978 la Mengele acquistò la Faun-Frisch-Baumaschinen GmbH, poi ceduta alla O&K nel 1986.

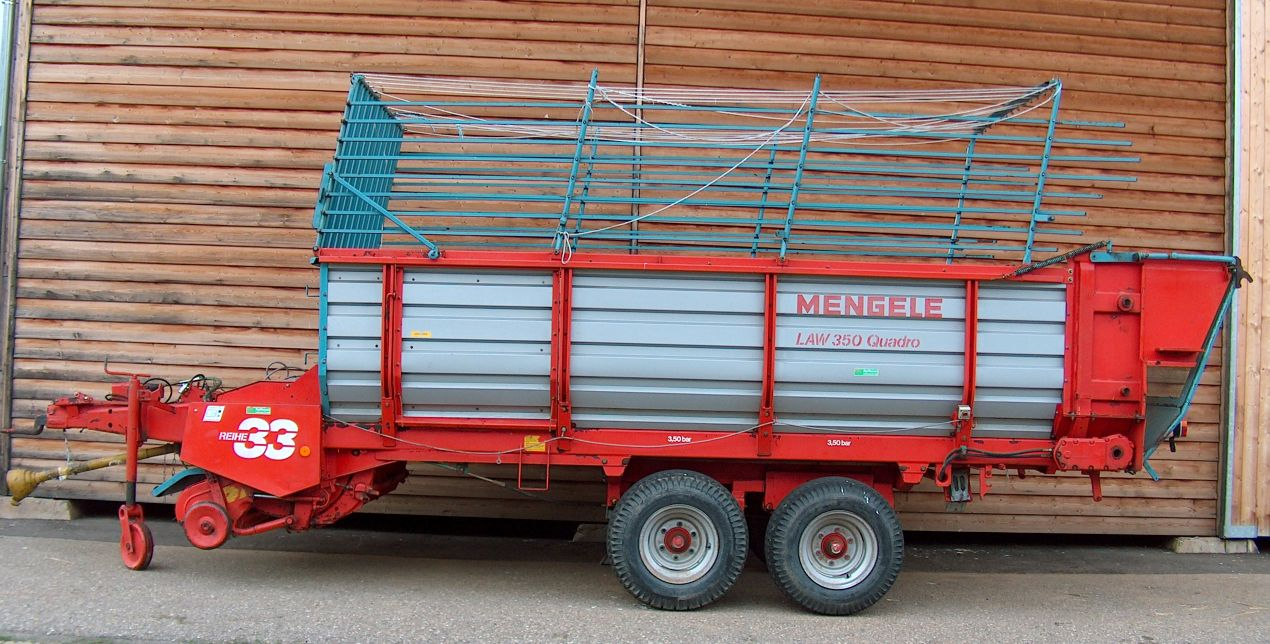
Autocaricante Mengele LAW 350 Quadro

Nel 2009 la società Mengele entrò in partnership con l'olandese Lely, che l'anno successivo la acquisì completamente. L'11 novembre 2011, dopo 140 anni, terminò l'era della società originaria, che divenne la Lely Agrartechnik GmbH. Nel 2017 la nuova società venne acquisita dalla AGCO.